# Ulrich Schoknecht

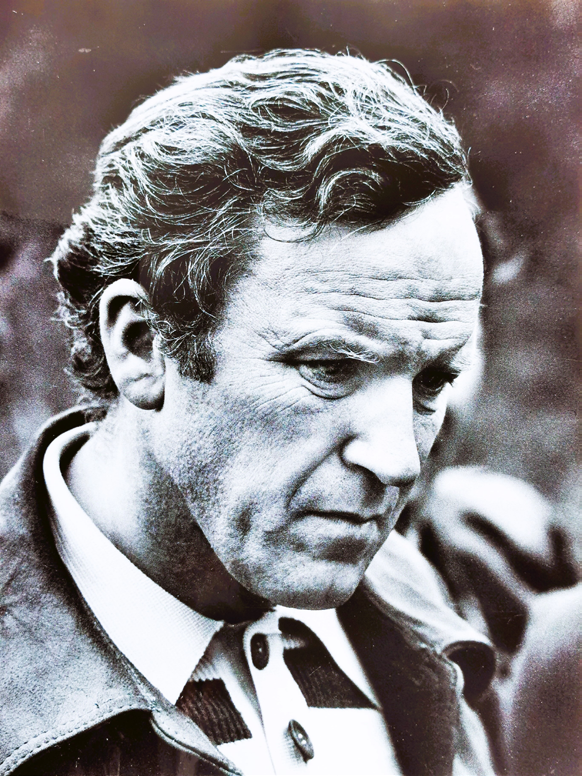
Ulrich Schoknecht, undatierte Fotografie

Ulrich Schoknecht (* 1. Mai 1930 in Schwerin; † 17. November 2023 in Waren (Müritz)) war ein deutscher Prähistoriker und Archäologe.

## Leben und Werk
Nach dem Abitur 1949 am Fridericianum Schwerin durchlief Schoknecht eine Ausbildung zum Lehrer am Institut für Lehrerbildung in Rostock. 1952 trat er eine Stelle an der Auguste-Sprengel-Schule in Waren (Müritz) an.
Schoknecht war Bezirksbodendenkmalpfleger im Bezirk Neubrandenburg und Mitarbeiter der Außenstelle Waren des Museums für Ur- und Frühgeschichte Schwerin.
1980 wurde Schoknecht mit der Dissertation Menzlin. Ein frühgeschichtlicher Handelsplatz an der Peene. an der Humboldt-Universität zu Berlin zum Dr. phil. promoviert, unter demselben Titel war bereits 1977 eine umfangreiche Abhandlung zum „Alten Lager“ bei Menzlin erschienen.
Er war Mitglied zahlreicher Verbände und Gremien, darunter der Verband der Landesarchäologen, das Deutsche Archäologische Institut, die Archäologische Gesellschaft für Mecklenburg und Vorpommern (die Schoknecht über Jahre leitete). Weiterhin war er Mitherausgeber des Jahrbuchs Bodendenkmalpflege in Mecklenburg-Vorpommern (1992–2003) und  Herausgeber der Beiträge zur Ur- und Frühgeschichte Mecklenburg-Vorpommerns (1993–2000) sowie der Archäologischen Berichte aus Mecklenburg-Vorpommern.

## Auszeichnungen
Schoknecht erhielt verschiedene Auszeichnungen, darunter:
- 1971: Leibniz-Medaille der Deutschen Akademie der Wissenschaften zu Berlin
- 1978: Johannes-R.-Becher-Medaille (in Gold)
- 1979: Fritz-Reuter-Preis
- 1978: Kurt-Barthel-Medaille
- 1998: Verdienstkreuz am Bande der Bundesrepublik Deutschland
- 2009: Friedrich-Lisch-Denkmalpreis des Landes Mecklenburg-Vorpommern

## Veröffentlichungen (Auswahl)
Ulrich Schoknecht verfasste ab 1956 mehr als 4100 wissenschaftlichen Aufsätzen. Allein für das Jahrbuch Bodendenkmalpflege in Mecklenburg-Vorpommern (seit Jg. 1990: Bodendenkmalpflege in Mecklenburg-Vorpommern) stellte er für das Betrachtungsgebiet etwa 3900 Kurze Fundberichte zusammen.
- Die staatlich geschützten Bodendenkmäler des Bezirkes Neubrandenburg. Museum für Ur- u. Frühgeschichte, Schwerin 1973.
- Menzlin. Ein frühgeschichtlicher Handelsplatz an der Peene (= Beiträge zur Ur- und Frühgeschichte der Bezirke Rostock, Schwerin und Neubrandenburg. 10, ISSN 0138-4279). Deutscher Verlag der Wissenschaften, Berlin 1977.
- Zislow : Ergebnisse archäologischer Untersuchungen. Archäologisches Landesmuseum Mecklenburg-Vorpommern, Schwerin 1991. [Beiträge zur Ur- und Frühgeschichte Mecklenburg-Vorpommerns; 25]
- Slawische Funde aus Pasewalk und Rossow, Landkreis Uecker-Randow. Archäologische Ges. für Mecklenburg und Vorpommern, Waren (Müritz) 1998. [Archäologische Berichte aus Mecklenburg-Vorpommern / Beiheft; 2]
- Spätmittelalterliche und renaissancezeitliche Funde aus Pasewalk und den Burgen in Stargard und Stuer. Waren (Müritz) 1999. [Archäologische Berichte aus Mecklenburg-Vorpommern / Beiheft; 3]
- Kützerhof und Weitin, eine slawische Siedlung und ein frühdeutscher Turmhügel. Waren (Müritz) 2000. [Archäologische Berichte aus Mecklenburg-Vorpommern / Beiheft; 4]
- Wargentin und Stralsund, eine Wüstung bei Basedow, Lkr. Demmin, und ein Ziegelschacht in der Mühlenstraße in Stralsund. Waren (Müritz) 2001. [Archäologische Berichte aus Mecklenburg-Vorpommern / Beiheft; 5]
- [Mit Hans-Joachim Deppe:] Zur Gründungsgeschichte der Städte des Müritzkreises. Waren (Müritz) 2002. [Chronik / Warener Museums- und Geschichtsverein; 24]
- Zirzow, eine slawische Siedlung am Tollensetal. Waren (Müritz) 2002. [Archäologische Berichte aus Mecklenburg-Vorpommern / Beiheft; 6]
- [Mit Gerd Sobietzky:] Stralsunder Funde aus Stadt und Feldmark. Waren (Müritz) 2003. [Archäologische Berichte aus Mecklenburg-Vorpommern / Beiheft; 7]
- Bodendenkmale zwischen Müritz und Plauer See. [Hrsg. vom Landratsamt Röbel, Amt für Wirtschaftsförderung und Tourismus]. Röbel (Müritz) [2004].
- Von Marktbuden und Ziegelschächten : archäologische, archäobotanische und kulturhistorische Forschungen in den Hansestädten Greifswald und Wismar. Waren (Müritz) 2005. [Archäologische Berichte aus Mecklenburg-Vorpommern / Beiheft; 9]
- [Mitherausgeber:] Kacheln über Kacheln. Waren (Müritz) 2006. [Archäologische Berichte aus Mecklenburg-Vorpommern / Beiheft; 10]